# Adobe Bundle
Adobe Bundle（アドビバンドル）はアドビシステムズ（現アドビ）が販売していたデザイン用アプリケーションソフトウェアのセットパッケージ。
2005年のアドビシステムズによるマクロメディアの買収後、アドビの Adobe Creative Suite (CS) 製品に旧マクロメディア製品を組み合わせたパッケージで、2005年12月に発売された Adobe Design Bundle（アドビデザインバンドル）、Adobe Web Bundle（アドビウェブバンドル）と2006年1月に発売された Adobe Video Bundle（アドビビデオバンドル）の3種類のパッケージがあった（発売日はいずれも日本語版もの）。
いずれのパッケージも既存製品をそのままセットにしただけであるため、価格面以外ではCSと旧マクロメディア製品を個別に買った場合と変わらず、ライセンスもCSと旧マクロメディア製品で独立している。

## Adobe Design Bundle
CS2 PremiumにMacromedia Flash Professional 8を組み合わせたパッケージ。後継として、WebオーサリングツールをAdobe GoLiveからAdobe Dreamweaverに変更したCS3 Design Premiumがある。

### 構成
- Adobe Creative Suite 2 Premium 
  - Adobe Photoshop CS2
  - Adobe ImageReady CS2
  - Adobe Illustrator CS2
  - Adobe InDesign CS2
  - Adobe GoLive CS2
  - Adobe Acrobat 7.0 Professional
  - Adobe Version Cue CS2
  - Adobe Bridge
  - Adobe Stock Photos
- Macromedia Flash Professional 8

## Adobe Web Bundle
CS2 PremiumにMacromedia Studio 8を組み合わせたパッケージ。プロユースにおけるデファクトスタンダードを多く含んだ強力な製品となっていた。
ライバル関係にあったアドビとマクロメディアの主力パッケージ同士をそのままセットにしただけの製品であり、このパッケージのための追加や削除は特に行なわれていない。このためAdobe GoLiveとMacromedia Dreamweaver等用途が重複するアプリケーションが存在する他、Web Bundleと言う名前ながら DTPアプリケーションである Adobe InDesignを含んでいる。CS3では旧マクロメディア製品のCSシリーズへの組み込みが行なわれたため、本製品の後継にあたるCS3 Web Premiumではこれらの点はほぼ整理されている。

### 構成
- Adobe Creative Suite 2 Premium 
  - Adobe Photoshop CS2
  - Adobe ImageReady CS2
  - Adobe Illustrator CS2
  - Adobe InDesign CS2
  - Adobe GoLive CS2
  - Adobe Acrobat 7.0 Professional
  - Adobe Version Cue CS2
  - Adobe Bridge
  - Adobe Stock Photos
- Macromedia Studio 8 
  - Macromedia Dreamweaver 8
  - Macromedia Flash Professional 8
  - Macromedia Flash 8 Video Encoder
  - Macromedia Fireworks 8
  - Macromedia Contribute 3
  - Macromedia FlashPaper 2

## Adobe Video Bundle
CS Production Studio PremiumにFlash Professional 8を組み合わせたパッケージ。後継として、CS3 Production Premiumがある。

### 構成
- Adobe Creative Suite Production Studio Premium
  - Adobe After Effects 7.0 Professional
  - Adobe Premiere Pro 2.0
  - Adobe Photoshop CS2
  - Adobe Illustrator CS2
  - Adobe Audition 2.0
  - Adobe Encore DVD 2.0
  - Adobe Bridge
  - Adobe Dynamic Link
- Macromedia Flash Professional 8